# Universitario de Sucre
Universitario de Sucre is een Boliviaanse voetbalclub uit de stad Sucre.
De club werd opgericht op 5 april 1962 en speelde het grootste deel van zijn bestaan in de tweede klasse, behalve in de jaren tachtig toen de club in eerste verbleef. In 2005 werd de club kampioen in de tweede klasse en promoveerde zo opnieuw. In 2008 werd 'La U' voor het eerst in haar bestaan kampioen van Bolivia.
Het team is van de universiteit Universidad de San Francisco Xavier de Chuquisaca.

## Erelijst
- Liga de Fútbol Boliviano

2008 [A]
- Copa Simón Bolívar

2005
Always Ready ·
Atlético Palmaflor ·
Aurora · 
Blooming · 
Bolívar · 
Guabirá · 
Independiente Petrolero · 
Jorge Wilstermann · 
Libertad Gran Mamoré · 
Nacional Potosí · 
Oriente Petrolero · 
Real Santa Cruz · 
Real Tomayapo · 
Royal Pari ·  
The Strongest · 
Universitario de Vinto · 
Vaca Díez ·